# کنستانتین راوش
کنستانتین راوش (روسی: Константин Викторович Рауш؛ زادهٔ ۱۵ مارس ۱۹۹۰) یک بازیکن فوتبال اهل آلمان است که در پست مدافع و هافبک بازی می‌کند.
از باشگاه‌هایی که در آن بازی کرده‌است می‌توان به هانوفر ۹۶، باشگاه فوتبال اشتوتگارت، باشگاه فوتبال دارمشتات ۹۸، تیم ملی فوتبال زیر ۲۱ سال آلمان و باشگاه فوتبال کلن اشاره کرد.